# Babjevia
Babjevia es un género de hongos de levaduras en el orden Saccharomycetales.